# Michael Böhnke (Fußballspieler)
Michael Böhnke (* 13. Dezember 1959) ist ein ehemaliger deutscher Fußballspieler.

## Karriere
Der Stürmer stieß 1979 von den eigenen Amateuren zum Profi-Kader und debütierte am letzten Spieltag der Saison 1980/81 in der 2. Fußball-Bundesliga für Werder Bremen im Spiel gegen den SC Fortuna Köln und feierte mit den Bremern die Meisterschaft und den Aufstieg. Von 1981 bis 1984 absolvierte er insgesamt 25 Spiele in der Fußball-Bundesliga für den SV Werder und erzielte dabei ein Tor. Seinen ersten von drei Einsätzen im DFB-Pokal verzeichnete Böhnke 1981/82 im Viertelfinale gegen den FC Bayern München (1:2 n. V.); zudem nahm Böhnke mit Werder Bremen am UEFA-Pokal 1982/83 teil, wo er auf vier Spiele kam.
Zur Saison 1984/85 wechselte Böhnke zum amtierenden Oberligameister 1. FC Bocholt in die Oberliga Nordrhein. Von 1987 bis 1990 spielte er für den in die Oberliga Nord aufgestiegenen Bremer-Stadtteil Verein FC Mahndorf.